# Kaiserstraße 48 (Düsseldorf)

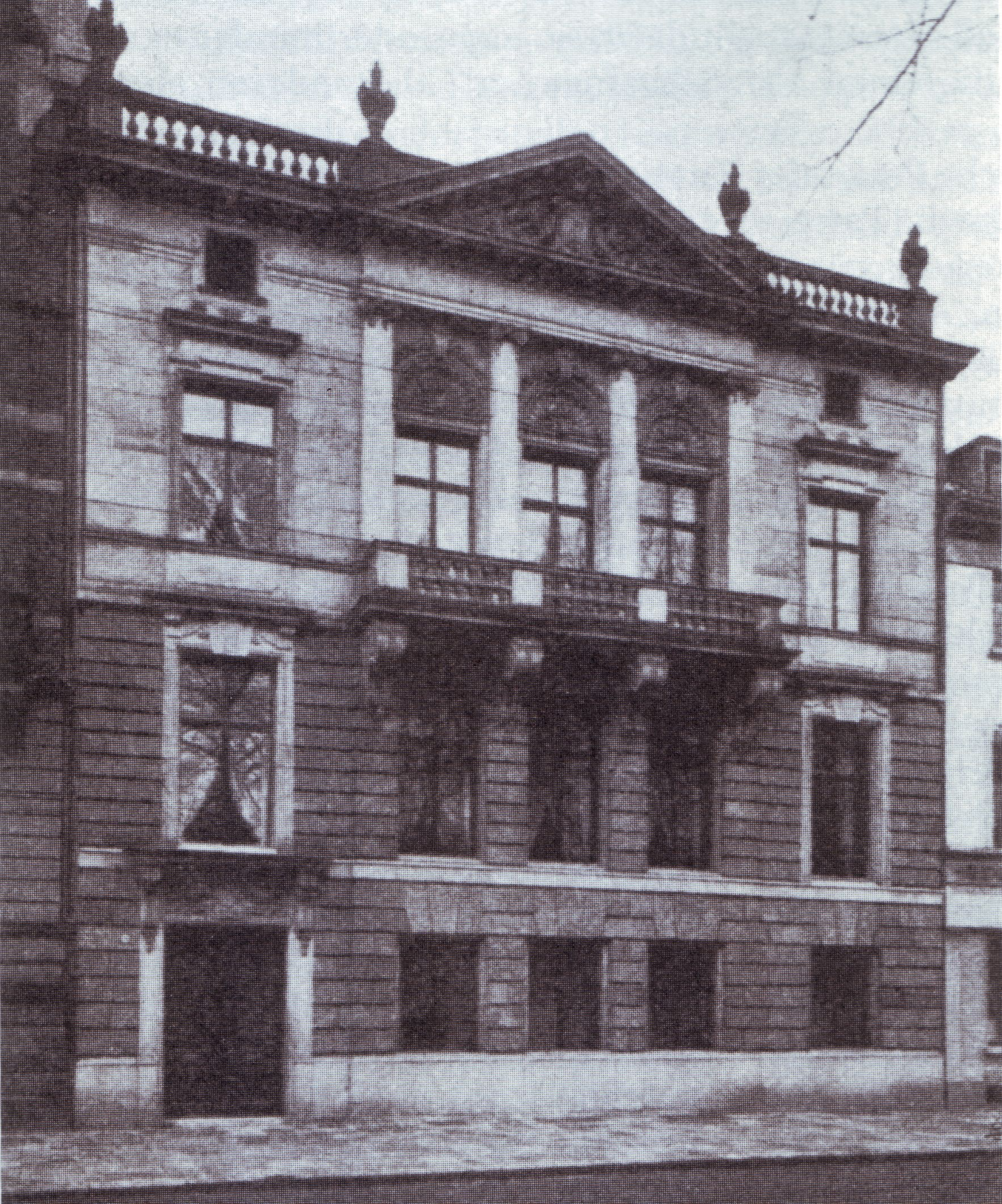
Fassade des Wohnhauses Kaiserstraße 48, um 1900

Das Wohnhaus Kaiserstraße 48 im Düsseldorfer Stadtteil Pempelfort, ursprünglich das Wohnhaus von Albert Poensgen, wurde vor 1904 vom Architekturbüro Max Wöhler, der Düsseldorfer Zweigstelle der Berliner Architekten Heinrich Kayser und Karl von Großheim, im historistischen Stil des Neobarock erbaut. Das Haus war bis 1937 Sitz der Deutschen Drahtwalzwerke AG und danach Kreisleitung der NSDAP.

## Beschreibung
Das Erdgeschoss umfasste nur Wirtschaftsräume. Das gesamte Obergeschoss konnte aufgrund der Überbauung des Eingangs für Wohnräume eingerichtet werden. Die Diele mit Treppe verband die Wohnräume (an der Straßenseite) mit dem Speisezimmer (an der Gartenseite):

„In dem Hause Kaiserstraße 48 von den Architekten Kayser & v. Grossheim ist das zu ebener Erde liegende Erdgeschoss (Abb. 604, 605, 607 und 608.) ausschließlich durch die Wirtschaftsräume in Anspruch genommen. Der Eingang ist im Hochparterre überbaut, sodass die ganze Front für Wohnräume (Abb. 606) nutzbar wurde. Die Diele (Abb. 609) mit seitlich angeordneter Treppe verbindet die an der Strassenfront liegenden Wohnräume mit dem nach der Gartenseite verlegten Speisezimmer, die Fassade ist im Barockstil ausgeführt (Abb. 610).“

## Nutzung
An der Adresse Kaiserstraße 48 wohnten der Mediziner Albert Poensgen mit Gattin Adele, geb. Frings. Albert war ein Spross aus der Poensgen-Familie, die untrennbar mit den Geschicken der Stadt verbunden war. Seit 1860 errichtete die Familie Walzwerke in Oberbilk und Lierenfeld. 1928 war Albert Poensgen verstorben und das Haus wurde in der Folgezeit Sitz der Deutschen Drahtwalzwerke, im Düsseldorfer Adressbuch von 1937 Sitz der Deutsche Drahtwalzwerke, A.-G. mit den Direktoren Dr. Bachmann u. C. Cyriax. Die Düsseldorfer Drahtindustrie spielte dabei eine bedeutende Rolle in der Wirtschaft: „Geradezu den ersten Platz in der deutschen Industrie und noch weit darüber hinaus nimmt Düsseldorf mit der Herstellung [… von] Stahlrohren ein […] Dazu treten Stahlwerke […] und Drahtwalzwerke, Drahziehereien […]“ 1939 wurde die Kaiserstraße nach dem Diplomaten Ernst Eduard vom Rath in Ernst-vom-Rath-Straße umbenannt und die Villa, nun „Schlageter-Haus“ genannt, kam unter die Hoheit der NSDAP als Sitz der Kreisleitung und aller Kreisämter. Die Deutschen Drahtwalzwerke waren noch Eigentümer der Nummern 47 und 48. Unter der Referentin für Frauenfragen im Reichsministerium des Innern und Gaufrauenschaftsleiterin in Düsseldorf Paula Siber von Groote (* 1893) wurde das Haus zum „Wohlfahrtshaus der NS-Frauenschaft“ und erhielt sodann den Namen „Clara-Hitler-Haus“. Im Zweiten Weltkrieg wurde die Villa teilzerstört. In der Nachkriegssituation waren die Grundstücke 47–50 noch im Besitz der Vereinigten Stahlwerke und Deutscher Shell. 1970 kaufte die Wohnungsbaugesellschaft Schmitz KG das gesamte Areal an der Ecke zur Gartenstraße, erbaute das Dreicubenhaus und fasste den Komplex zur heutigen Kaiserstraße 48/50 zusammen.

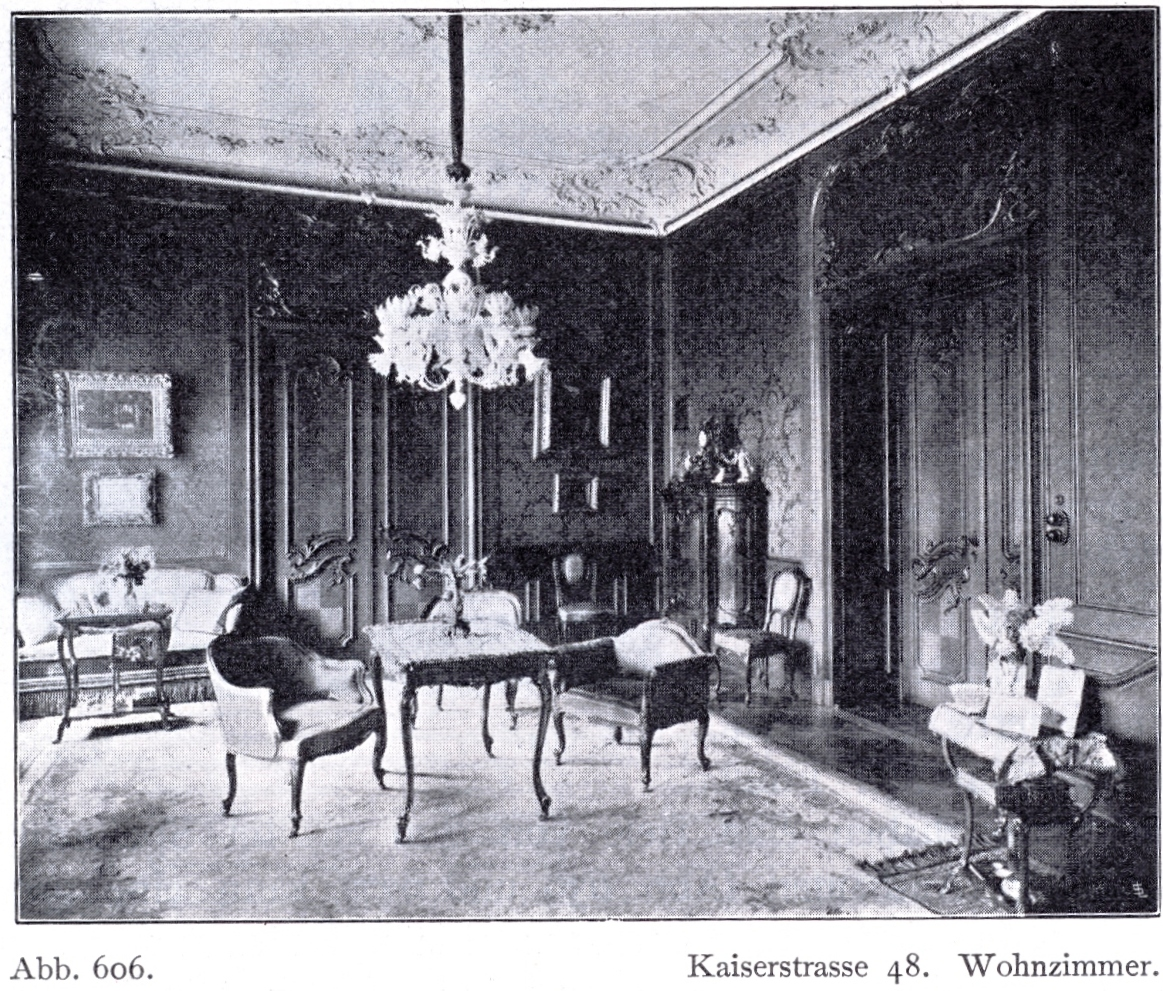
Wohnzimmer
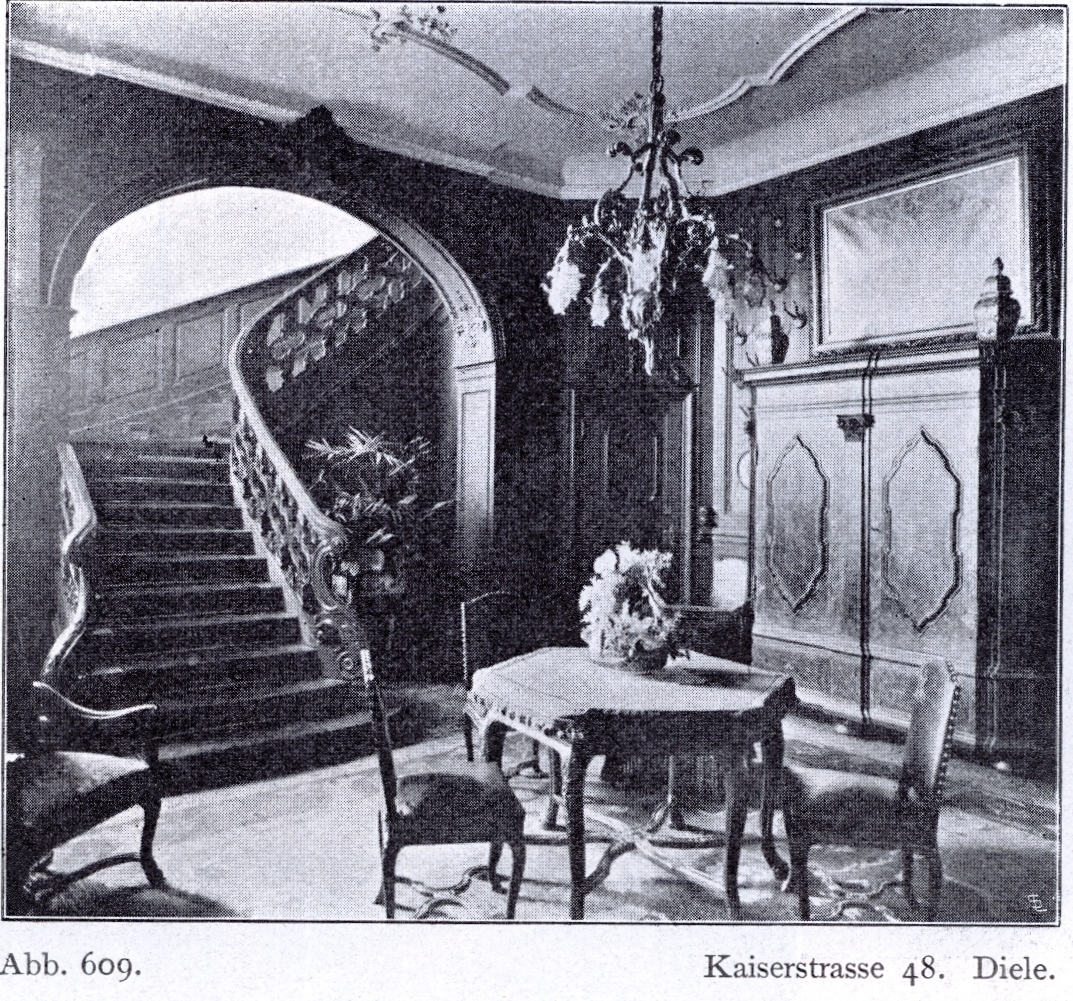
Diele